# 열혈 변호사
《열혈 변호사》(영어: Legal Action)는 2018년에 공개된 미국의 범죄 액션 영화이다.

## 출연진
- 에릭 클로스 - 케이시 역
- 닉 서시 - 솔로몬 역
- 토미 플래너건 - 게이츠 역
- 타니아 클라크 - 프루던스 “프루” 체임버스 역
- 케빈 사이즈모어 - 제이 체임버스 역
- 그레고리 앨런 윌리엄스 - 벤 윙라이트 역

## 시청 등급
- 대한민국: 15세이상 관람가